# Geoökosystem
Als Geoökosystem bezeichnet man das sich aus dem Zusammenwirken der Geofaktoren ergebende System.
Ein Grundbestandteil im Modell des Geoökosystems sind Geoelemente, die als Speicher, Regler oder Prozesse auftreten. Das Geoökosystem ist ein sehr komplexes Wirkungsgefüge. Die Komplexität ist so groß, dass nur Modelle die Strukturen und Prozesse beschreiben können. Ihr Sinn liegt im Erfassen des Regelhaften realer Objekte und Prozesse.
Jedes Geoökosystem stellt einen Ausschnitt aus der Geosphäre dar. Dieses lässt sich anhand der einzelnen Geofaktoren charakterisieren, die wiederum durch die Geoelemente bestimmt sind. In der Realität sind die Geoökosysteme durch den Menschen stark verändert. Deshalb werden Modelle von Geoökosystemen erstellt, die den Einfluss des Menschen mit einbeziehen und jeweils die Frage ermöglichen, inwieweit er „Störfaktor“ ist.